# تريون (شبكات عصبية)
تريون هو وحدة أساسية لنموذج الشبكة العصبية للتنظيم القشري يسمى نموذج تريون. تمثل هذه الوحدة مجموعة شديدة التنظيم ومترابطة من حوالي مائة من الخلايا العصبية بقطر إجمالي يبلغ حوالي 0.7 ملم. يحتوي كل تريون على ثلاثة مستويات من نشاط إطلاق النار، وبالتالي يمكن لمجموعة من التريونات إنتاج نمط إطلاق معقد يتغير بسرعة (مقياس ميلي ثانية) وفقًا لقواعد الاحتمالية (مونت كارلو).